# Parque nacional Murramarang
El Parque Nacional Murramarang es un parque nacional en Nueva Gales del Sur (Australia), ubicado a 206 km al suroeste de Sídney. El parque sigue la línea costera entre Long Beach y Merry Beach, cerca de Ulladulla. Está rodeado de tres bosques estatales en Kioloa, Brooman Sur y Benandarrah.

## Acceso
Hay varias entradas al parque a partir de la Autopista Princess. Las dos entradas principales se ubican en el extremo norte, en la vía hacia Bawly Point y Merry Beach y por la sección sur, en la salida cercana a Lynne este hacia Pebbly Beach y Durras Norte. Existe también gran cantidad de otras vías de acceso no controladas hacia el parque. 

## Puntos de interés
- Pebbly Beach es probablemente el sitio más visitado dentro del parque.
- Pretty Beach es también una playa muy visitada.